# Ushas Mons
Ushas Mons est un volcan situé sur la planète Vénus par 24,3° S et 324,6° E, dans le nord de Dione Regio. Large de 413 km à la base, il s'élève à environ 2 000 m au-dessus des plaines environnantes.

## Géographie et géologie
Ushas Mons se trouve au sud de Navka Planitia et Vasilisa Regio, à l'ouest d'Alpha Regio, à l'est de Phoebe Regio et au nord-ouest de Lavinia Planitia.
Les images radar montrent un système de fractures nord-sud qui affectent les coulées de lave, configuration assez courante sur Vénus, indiquant qu'il s'agirait d'un volcanisme de point chaud, résultant de la remontée d'un panache mantellique (diapir). C'est la principale forme de volcanisme sur Vénus en l'absence de tectonique des plaques.